# Osvaldo Ramón López
Osvaldo Ramón López (* 4. September 1971 in Malabrigo, Santa Fe) ist ein argentinischer Rechtsanwalt und Politiker der Encuentro Democrático para la Victoria.

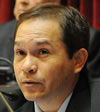
Osvaldo Ramón López

López studierte Rechtswissenschaften an der Universidad Nacional del Litoral. Er ist als Rechtsanwalt in Feuerland tätig. 2007 erhielt er die Stelle des Generalsekretärs der Arbeitnehmerbewegung, Central de Trabajadores de la Argentina, in Rio Grande, Tierra del Fuego.
Als Vertreter der Provinz Tierra del Fuego wurde er im Juli 2011 als Nachfolger von José Carlos Martínez in den Argentinischen Senat entsandt.
Am 10. Oktober 2010 heiratete er seinen langjährigen Lebensgefährten Javier Calisaya.